# Anapis mexicana
Espèce
Anapis mexicana est une espèce d'araignées aranéomorphes de la famille des Anapidae.

## Distribution
Cette espèce se rencontre au Mexique au Veracruz, au Tabasco et au Chiapas et au Belize,.

## Description
Le mâle holotype mesure 1,30 mm et la femelle paratype 1,82 mm.

## Étymologie
Son nom d'espèce lui a été donné en référence au lieu de sa découverte, le Mexique.

## Publication originale
- Forster, 1958 : Spiders of the family Symphytognathidae from North and South America. American Museum Novitates, no 1885, p. 1-14 (texte intégral).